# Jezioro Zegrzyńskie
Jezioro Zegrzyńskie (pot. Zalew Zegrzyński, Zbiornik Dębe) – zbiornik retencyjny na Narwi, utworzony w 1963, położony w Kotlinie Warszawskiej, w powiecie legionowskim.
Zbiornik wybudowano jako najniżej położony element kaskady zbiorników na Bugu, które miały umożliwić żeglugę. Ostatecznie z budowy pozostałych zbiorników zrezygnowano, a jezioro wykorzystywane jest przede wszystkim do celów rekreacyjnych oraz jako rezerwuar wody pitnej dla aglomeracji warszawskiej. Jego zapora odgrywa również niedużą rolę energetyczną.

## Charakterystyka
Powierzchnia zbiornika wynosi 30,3 km², długość 41 km (na Narwi), szerokość do ok. 3,5 km, pojemność 94,3 mln m³. Zwierciadło wody znajduje się 79 m n.p.m. Maksymalne spiętrzenie wynosi 7 metrów. Wpływ spiętrzenia kończy się ok. 27 km za Serockiem.
Zbiornik powstał po przegrodzeniu koryta Narwi zaporą w Dębem (proj. Władysław Nawarski). Na zaporze została zbudowana elektrownia wodna o mocy 20 MW. Podczas budowy utworzono ok. 60 km wałów ochronnych, co zmniejszyło możliwość powstawania powodzi w dolnym biegu Narwi i Bugu. Powstanie zbiornika przyczyniło się do nawodnienia ok. 80 km² łąk i gorszych gruntów oraz uregulowania gospodarki wodnej na terenie ok. 130 km². Zbiornik połączony jest z Bugiem, Narwią oraz Wisłą (poprzez Kanał Żerański).
Zbiornik otoczony jest lasami sosnowymi, które występują między Dębem a Wieliszewem, Białobrzegami i Rynią, a także w okolicach Jadwisina i Jachranki. Swoje siedliska mają tu ptaki takie jak m.in. rybitwy, mewy, łabędzie, perkozy i kaczki.
Przez Jezioro Zegrzyńskie przebiega most drogowy o długości 332 m i szerokości 13,5 m, oddany do użytku w 2003 roku. Jest on częścią drogi krajowej nr 61. Starszy most zbudowany w latach powojennych jeszcze przed spiętrzeniem zbiornika został rozebrany w 2003 roku, gdyż był za wąski, a niska skrajnia pod mostem blokowała żeglugę wzdłuż jeziora. Równolegle do obecnego mostu z lustra jeziora wystają relikty mostu zbudowanego przed powstaniem zbiornika.

## Nazwa
Nazwę Jezioro Zegrzyńskie wprowadzono urzędowo w 1963 roku. Pochodzi ona od leżącej na północ od jeziora wsi Zegrze.
W 2007 roku nazwa ta została także potwierdzona przez Komisję Nazw Miejscowości i Obiektów Fizjograficznych. Jednak poza nazwą urzędową często stosowana jest także nazwa Zalew Zegrzyński (m.in. w Bazie Danych Ogólnogeograficznych prowadzonej przez Główny Urząd Geodezji i Kartografii), a czasami także (przez hydrotechników) Zbiornik Dębe.
Gmina Nieporęt złożyła wniosek o zmianę oficjalnej nazwy zbiornika z Jezioro Zegrzyńskie na Zalew Zegrzyński. Wniosek ten był omawiany na posiedzeniu Komisji Nazw Miejscowości i Obiektów Fizjograficznych w czerwcu 2010 r. i zaopiniowany negatywnie. Komisja zdecydowała, że urzędową nazwą pozostanie Jezioro Zegrzyńskie.

## Turystyka

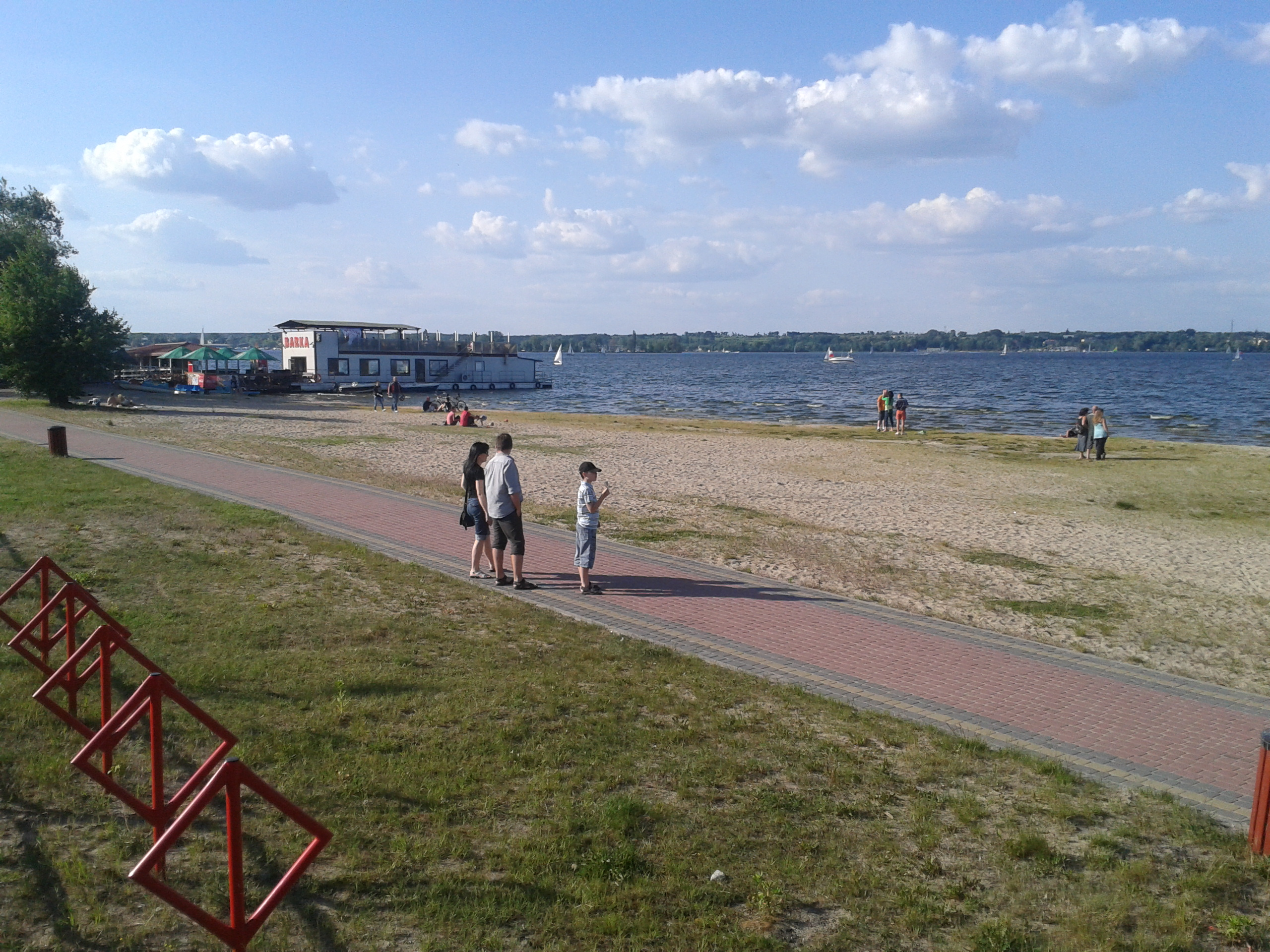
Plaża w Nieporęcie

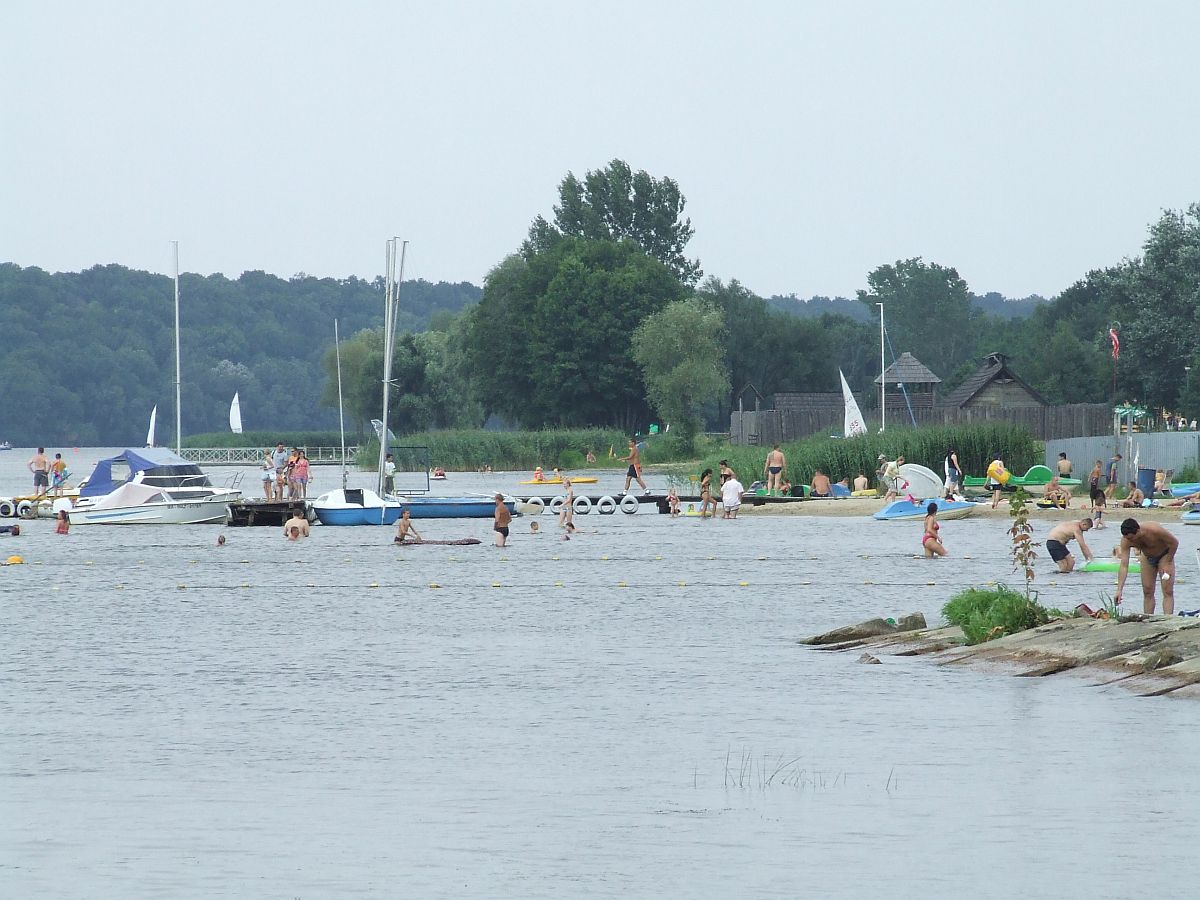
Jezioro Zegrzyńskie w Ryni

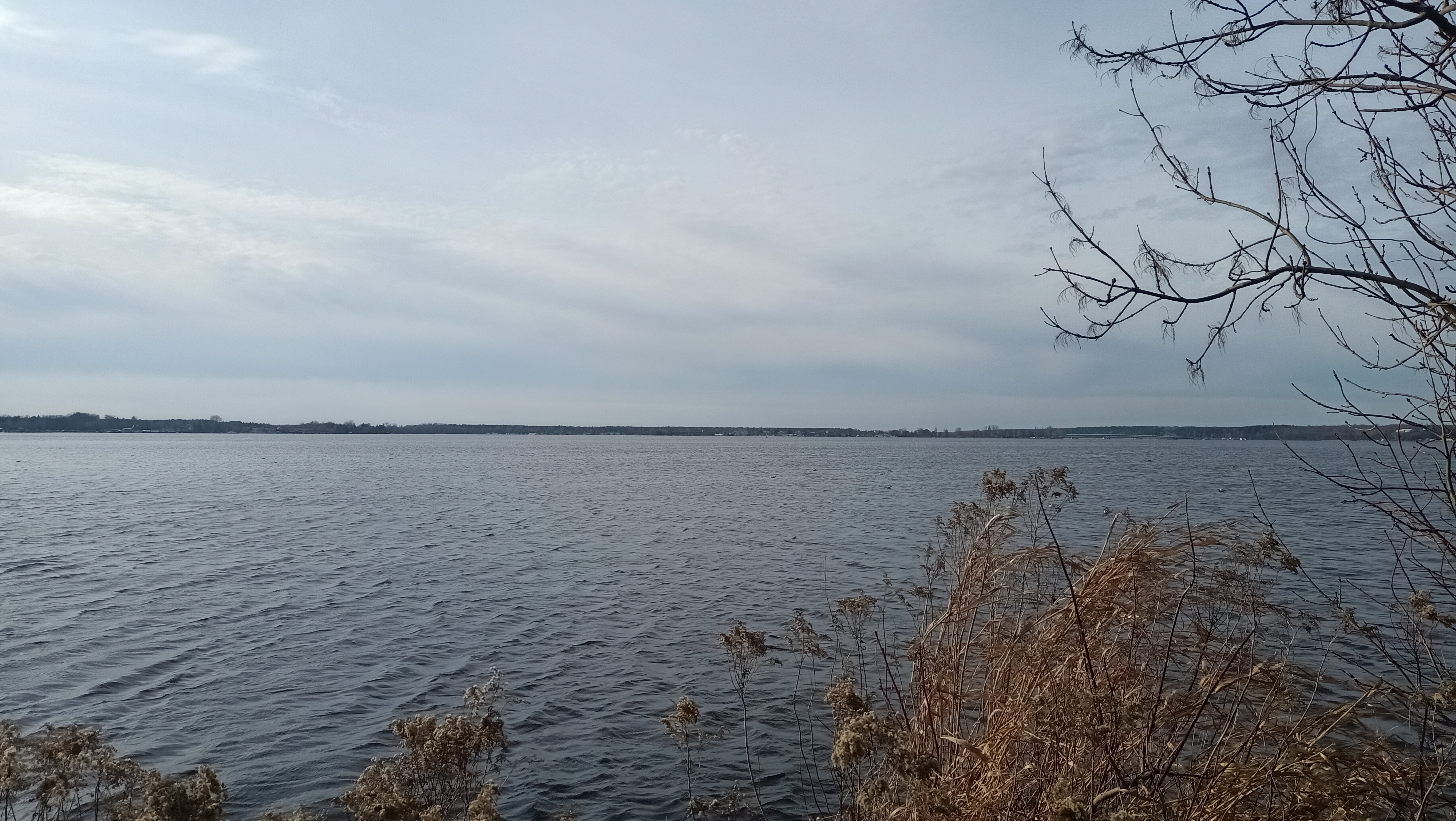
Jezioro Zegrzyńskie

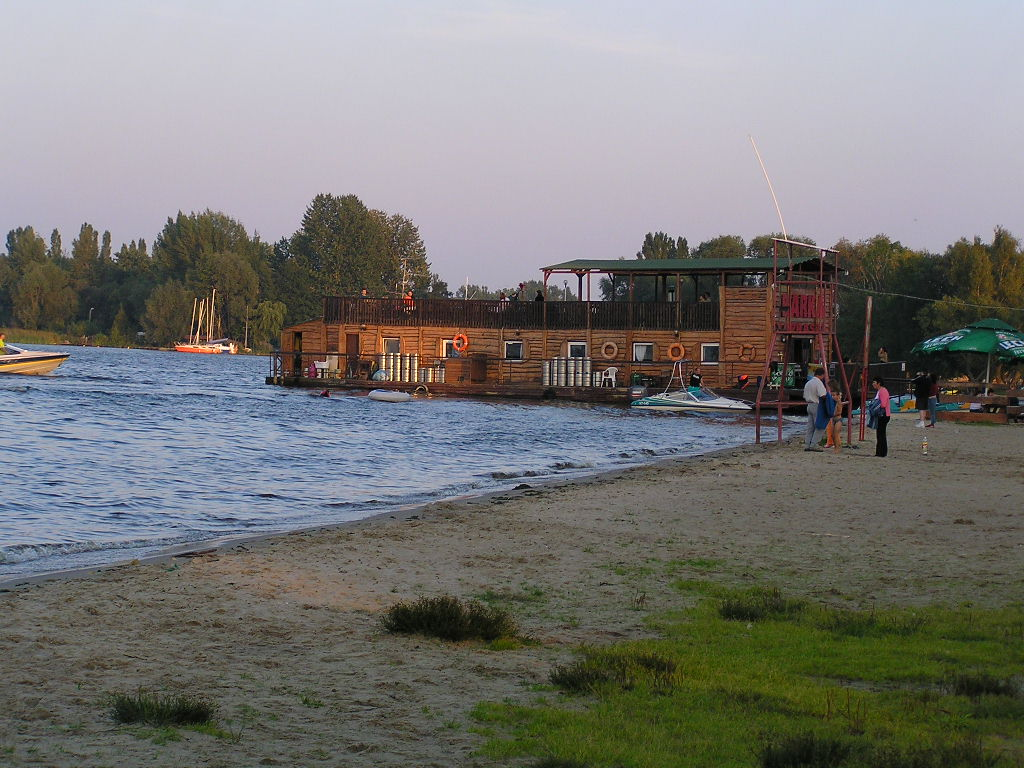
Barka na plaży nad Jeziorem Zegrzyńskim w Nieporęcie

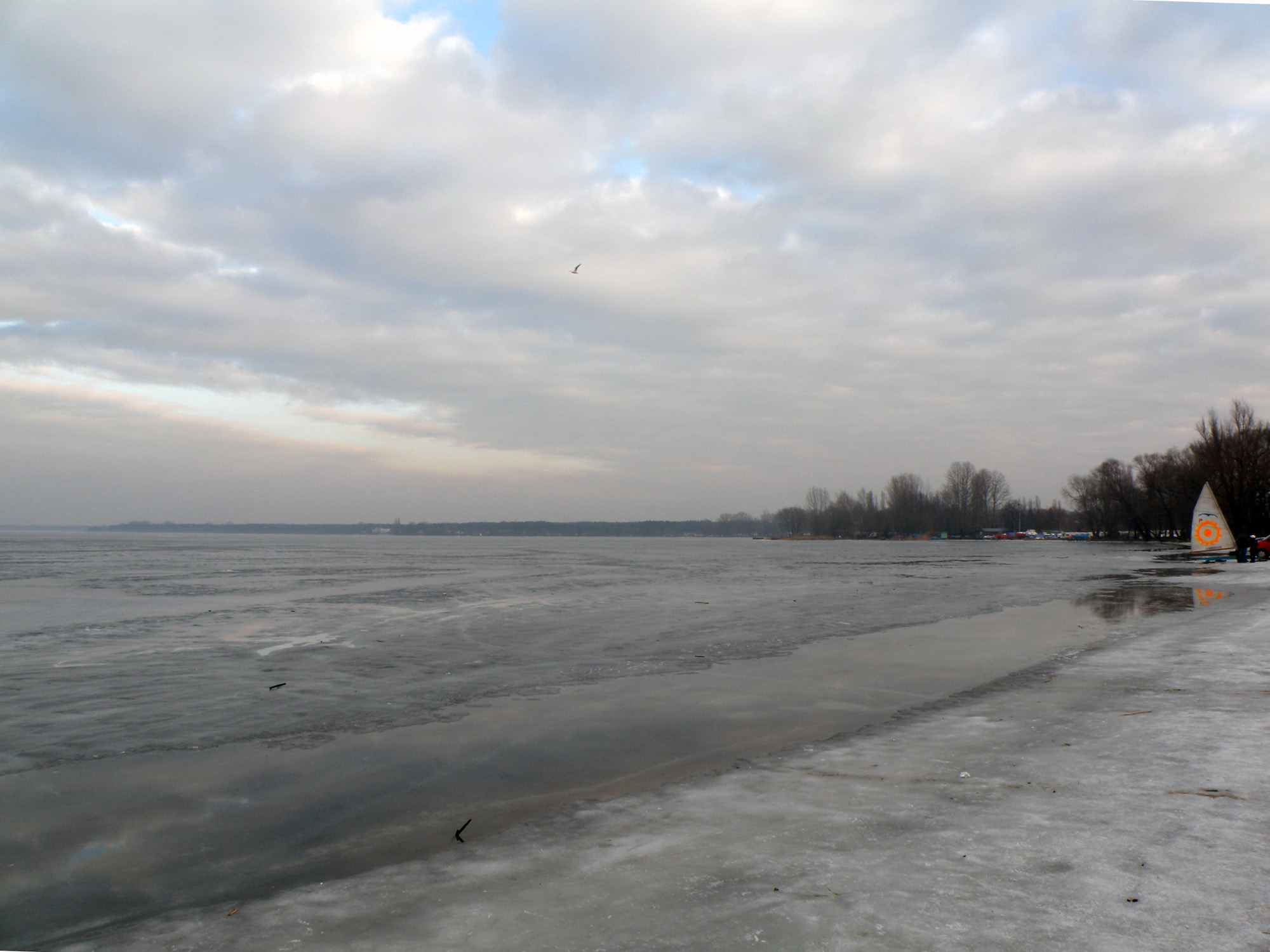
Jezioro Zegrzyńskie zimą

Pierwsze obiekty rekreacyjne nad Jeziorem Zegrzyńskim oddano do użytku w czerwcu 1963.
Jezioro jest miejscem rekreacji mieszkańców Warszawy i okolic. Swoją świetność przeżywało w latach 70. XX wieku, gdy wokół powstało wiele ośrodków wypoczynkowych takich jak m.in. „Kolejarz” i „Energetyk”. Na początku XXI wieku zaniedbane ośrodki wykupywano i przebudowywano według wówczas panujących standardów i w konsekwencji jezioro stało się ponownie atrakcyjne. Ośrodki wypoczynkowe i sportów wodnych zlokalizowane są głównie w takich miejscowościach jak:
- Nieporęt,
- Zegrze,
- Zegrze Południowe,
- Serock,
- Zegrzynek, PTTK,
- Jadwisin – Klub Żeglarski Dolomit, Yacht Klub Jadwisin,
- Jachranka,
- Białobrzegi,
- Rynia.

Czystość wody zbiornika poprawiono dzięki wybudowaniu kilku oczyszczalni nad Narwią, Bugiem i ich dopływami.
Wokół Jeziora Zegrzyńskiego wytyczono dwanaście szlaków rowerowych. Ich łączna długość wynosi 351,1 km.
Wzdłuż Jeziora Zegrzyńskiego znajdują się także licznie „dzikie plaże”, które ze względu na dobre połączenia autobusowe i kolejowe (bezpośrednie połączenia autobusowe z Warszawą liniami 705 i 735, stacje SKM – Nieporęt, Zegrze Południowe, Radzymin, Legionowo) cieszą się sporą popularnością. Tereny te choć położone niedaleko Warszawy, dają poczucie obcowania z naturalnym otoczeniem.

## Wędkarstwo
W wodach Jeziora Zegrzyńskiego występują takie ryby jak m.in.: leszcze, liny, karpie, okonie, sandacze, szczupaki, sumy (wędkarski rekord 74,5 kg), wzdręgi, bolenie, jazgarze, miętusy, węgorze, karasie (srebrzysty, złoty), jazie, klenie oraz tołpygi. Sapa występuje tylko w Jeziorze Zegrzyńskim (znaleziona w 1989 r.), w dolnym odcinku Bugu (1997 r.) i Zbiorniku Włocławskim. Ryba ta przypłynęła do Polski w połowie lat 80. z dopływów Morza Czarnego.
W klasyfikacji łowisk Polskiego Związku Wędkarskiego wody zbiornika znajdują się w granicach akwenu Narew 7.
Od 1 listopada do 31 marca każdego roku obowiązuje całkowity zakaz wędkowania w Jeziorze Zegrzyńskim na obszarze wodnym opisanym granicami: linią prostą od tablicy 32 km w Zegrzu Północnym w poprzek czaszy zbiornika do zabudowań mieszkalnych w Nieporęcie, ul. Zegrzyńska 30 na lewym brzegu, dalej linią brzegową do mostu drogowego w Zegrzu, a następnie wzdłuż prawej linii brzegowej do tablicy 32 km (na obszarze od mostu do linii 32 km Narwi).
Całoroczny zakaz wędkowania obowiązuje poniżej zapory w Dębem, obejmującym odcinek Narwi od zapory do betonowego kolektora na kilometrze 19 + 600 biegu rzeki (miejscowość Poddębie) z granicą przebiegającą prostopadle do nurtu rzeki.

## Żeglarstwo
Na wodach zbiornika uprawiane jest żeglarstwo, a kilkanaście razy w roku organizowane są imprezy regatowe. Zimą na jeziorze pojawiają się bojery, iceflyery i iceboardy.
Jezioro charakteryzuje się zafalowaniem powstającym przy wietrze o sile 3–4 stopni w skali Beauforta w postaci krótkiej, stromej fali o wysokości do ok. 0,7 m. Wieje tu zmienny wiatr z gwałtownymi, silnymi szkwałami.
Swoją działalność prowadzi tu Warszawskie Towarzystwo Regatowe, zajmujące się organizacją regat jachtów kabinowych i narodowej klasy Omega. W Zegrzynku odbywają się Regaty Samotnych, Regaty Nocne (uczestniczyli w nich przed laty Krzysztof Baranowski oraz Teresa Remiszewska) oraz Regaty o Błękitną Wstęgę Zalewu. W 1998 r. Yacht Klub Polski Warszawa był organizatorem Mistrzostw Polski w klasie Omega. Natomiast Kluczyński Sails zorganizował otwarte Mistrzostwa Warszawy Jachtów Kabinowych.
Oprócz żeglarstwa uprawiane są również kitesurfing, windsurfing, kajakarstwo, wioślarstwo i sporty motorowodne.

## Film
Nad jeziorem i w jego okolicach kręcono sceny do następujących filmów i seriali:
- Czterej pancerni i pies – ucieczka Gustlika (Franciszek Pieczka) w generalskim mundurze przed Niemcami,
- Rejs – dialog Mamonia i Sidorowskiego (Zdzisław Maklakiewicz i Jan Himilsbach) na pokładzie statku wycieczkowego Neptun o nudzie w polskim filmie,
- Londyńczycy – sceny w pałacu w Jadwisinie[16].